# Nachal Be'er Chajil
Nachal Be'er Chajil (hebrejsky נחל באר חיל) je vádí v jižním Izraeli, v centrální části Negevské pouště.
Začíná v nadmořské výšce přes 500 metrů ve vysočině Ramat Boker. Směřuje pak k severozápadu kopcovitou pouštní krajinou. Sleduje trasu dálnice číslo 40. Z jihozápadu míjí vesnici Tlalim. Stáčí se k západu a severně od vesnice Ašalim ústí zprava do vádí Nachal Besor.